# Un jour, une vie
Pour les articles homonymes, voir Un jour, une vie (homonymie).
Albums de Serge Lama
Feuille à feuille
(2001) Pluri((elles))
(2003)
Un jour, une vie est un double album live de Serge Lama. Enregistré à Bercy le 11 février 2003, il sort, chez WEA la même année.

## Titres
| 1.  | Introduction (Un jour, une vie) (instrumental) |                           | Christophe Leporatti            |  |
| 2.  | Les gens qui s'aiment                          |                           | Yves Gilbert                    |  |
| 3.  | Mon ami, mon maître                            |                           | Yves Gilbert                    |  |
| 4.  | Si tu le veux                                  |                           | Yves Gilbert                    |  |
| 5.  | Le 15 juillet à 5 heures                       |                           | Yves Gilbert                    |  |
| 6.  | C'est toujours comme ça la première fois       |                           | Yves Gilbert                    |  |
| 7.  | L'Algérie                                      |                           | Alice Dona                      |  |
| 8.  | Une île                                        |                           | Yves Gilbert                    |  |
| 9.  | La chanteuse a vingt ans (Duo avec Alice Dona) |                           | Alice Dona                      |  |
| 10. | Les poètes                                     |                           | Yves Gilbert                    |  |
| 11. | Chez moi                                       |                           | Alice Dona                      |  |
| 12. | Voici des fleurs, des fruits                   |                           | Serge Lama, Nicolas Montazaud   |  |
| 13. | Les glycines                                   |                           | Yves Gilbert, Jean-Claude Petit |  |
| 14. | Le temps de la rengaine (1re partie)           |                           | Yves Gilbert                    |  |
| 15. | Les jardins ouvriers (Les illusions)           |                           | Yves Gilbert                    |  |
| 16. | Le temps de la rengaine (2e partie)            |                           | Yves Gilbert                    |  |
| 17. | La braconne                                    | Eddy Marouani, Serge Lama | Alice Dona                      |  |
| 18. | Rien ne vaut vous (Duo avec Lena Ka)           |                           | Nicolas Montazaud               |  |

| 1.  | L'esclave                                           |                         | Yves Gilbert          |  |
| 2.  | La salle de bain                                    |                         | Alice Dona            |  |
| 3.  | Je suis nostalgique                                 |                         | Nicolas Montazaud     |  |
| 4.  | L'enfant au piano                                   |                         | Yves Gilbert          |  |
| 5.  | Je t'aime                                           |                         |                       |  |
| 6.  | Souvenirs... attention... danger...                 |                         | Tony Stefanidis       |  |
| 7.  | Superman (Apeman)                                   | Serge Lama (adaptation) | Raymond Douglas Davis |  |
| 8.  | Et moi je rends les femmes belles                   |                         | Christophe Leporatti  |  |
| 9.  | Le gibier manque et les femmes sont rares           |                         | Alice Dona            |  |
| 10. | Les petites femmes de Pigalle                       |                         | Jacques Datin         |  |
| 11. | Quand on revient de là                              |                         | Nicolas Montazaud     |  |
| 12. | Femme adieu                                         |                         | Christophe Leporatti  |  |
| 13. | D'aventures en aventures (Duo avec Isabelle Boulay) |                         | Yves Gilbert          |  |
| 14. | Je t'aime à la folie                                |                         | Yves Gilbert          |  |
| 15. | Femme, femme, femme                                 |                         | Alice Donna           |  |
| 16. | Un jour, une vie                                    |                         | Christophe Leporatti  |  |
| 17. | Je suis malade                                      |                         | Alice Dona            |  |
| 18. | Marie la polonaise                                  |                         | Yves Gilbert          |  |
| 19. | Les Ballons rouges                                  |                         | Yves Gilbert          |  |

## Musiciens
- Piano : Michel Amselem
- Guitares : Yann Benoist
- Accordéon : Sergio Tomassi
- Basse, Contrebasse : Jean Luc Arami
- Percussions : Nicolas Montazaud